# 九年庵

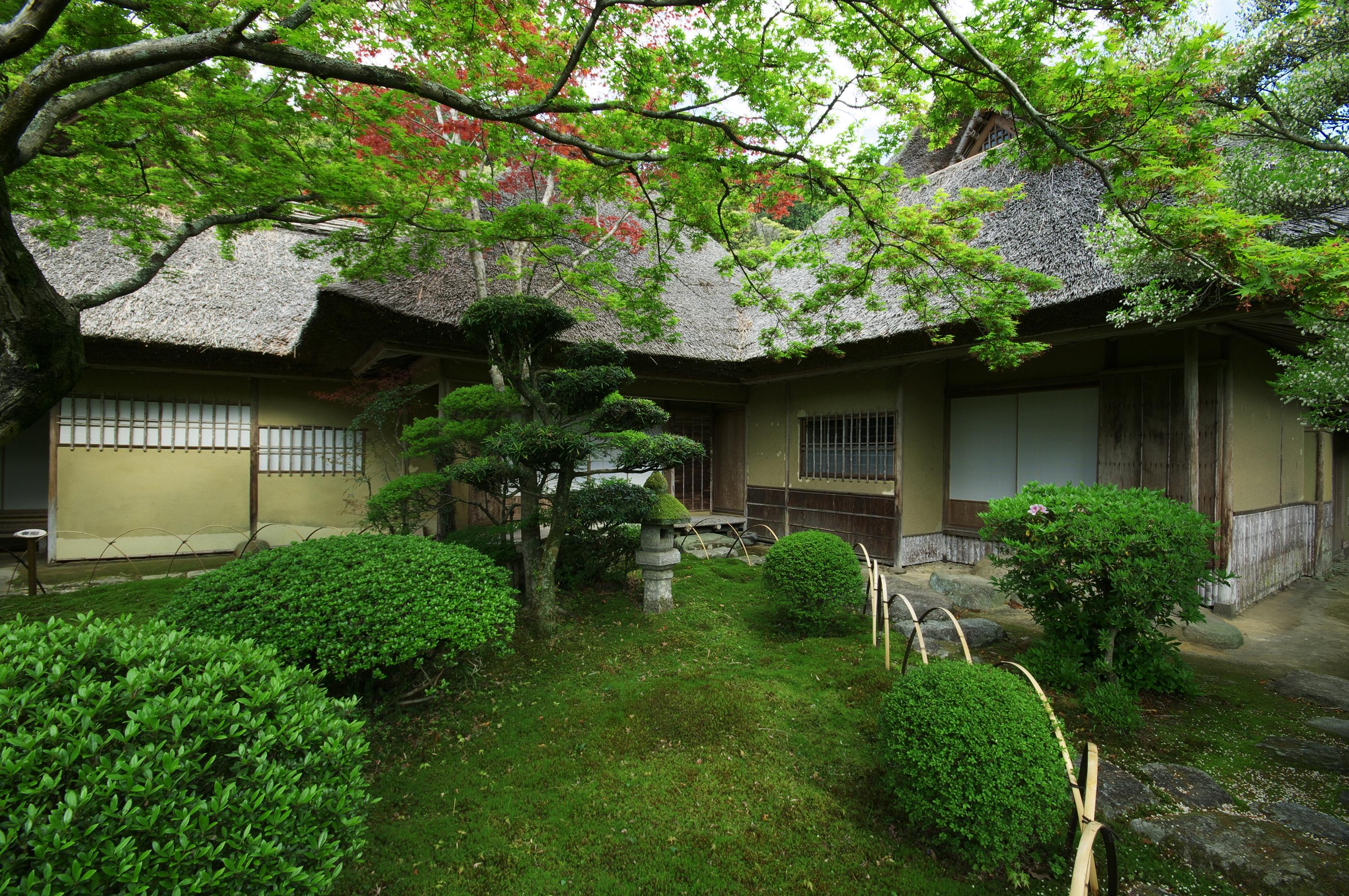
新緑の九年庵

九年庵（くねんあん）は、佐賀県神埼市神埼町的の仁比山地区にある数寄屋造りの邸宅および日本庭園である。

## 築造から個人所有時代
明治中期に佐賀県出身の実業家伊丹文右衛門・伊丹弥太郎親子が仁比山護国寺三十六坊の塔頭・不動院と子院・地蔵院跡の土地を取得し邸宅と庭園を設けたのが、現在の「九年庵」のはじまり。
神仏分離令により1871年（明治4年）、神宮寺である護国寺三十六坊は山王日吉宮（現・仁比山神社）と分離し、3か寺のうち不動院と吉祥院を廃して、地蔵院のみが残された。伊丹文右衛門は1891年（明治24年）に不動院の跡地を取得、翌1892年（明治25年）5月に伊丹家別邸を建てる。しかし、文右衛門は1893年（明治26年）に死去し、弥太郎がこれを引き継ぐ。
弥太郎は1900年（明治33年）に別邸に庭園の築造を開始、9年をかけて1908年（明治41年）に完成する。これを手掛けたのは久留米の誓行寺住職を経て京都で学び作庭家となった阿理成（ほとり りじょう）である。阿の造る茶庭の作風は「自然流」と称し、趣の表現において僅かに切り開いた林間に茶室を建てる手法を採るもので、伊丹家別邸でも当地の地形や山林を保ちつつ石、樹木や水といった自然を活かした庭園を構築した。
伊丹家別邸は別荘としてだけではなく、弥太郎が携わった諸事業や貴族院議員（1918年選出）としての活動に関係する、著名人・客人の歓待や商談の場としても利用されたと伝えられている。実際、1917年（大正7年）5月には政界を退き帰郷した大隈重信夫妻を招き歓迎会が行われたことが佐賀新聞の報道や大隈記念館所蔵の写真で確認できる。また1908年（明治41年）広滝水力電気の開業（広滝発電所（現・広滝第一発電所）の完成）にあたっては豪華な祝賀会が開催されたという。
この間、南隣の地蔵院と仁比山神社南方の吉祥院跡の土地交換により地蔵院が移転、地蔵院跡の土地を別邸に編入した。時期は明らかではないが、1917年前後と推定される。
1920年（大正9年）には邸宅の改造が行われた。但し、これは1977年（昭和52年）屋根の吹き替え補修が行われた際に所有者・倉田氏が付けた棟札の記載に基づく。邸宅の西の庭に「九年庵」の扁額を掲げる独立の茶室が新たに建てられたのはこの頃と推定される。「九年庵」は当初この茶室を指していたが、後に庭園のことを指す通称となる。なお、この名は阿による当初の築庭に9年をかけたことに由来するとされている。「九年庵」の扁額は富岡鉄斎の揮毫で、裏には「大正八己未初冬」の銘がある。改造竣工に際しては新築祝いが開かれたが、招かれた客人には後に邸宅・庭園を購入することになる倉田泰蔵もいた。
なお、伊丹親子がこの地に別邸を置いた経緯や理由は伝えられていない。郷土史家の本間雄治は、文右衛門の弟福嶋儀六が仁比山に住んでいたことから儀六が土地を紹介した可能性を挙げるとともに、この時期弥太郎の要職就任があることから文右衛門が当主の継承を考えており隠居の地として選んだとの考察を示している。また、小高く南に開けたこの地が文右衛門が手掛けた九州鉄道や筑後川・若津港を遠く一瞥できる立地であることも挙げている。
弥太郎は1933年（昭和8年）に没するが、この頃邸宅・庭園（以降「九年庵」と表記）は伊丹家から手放される。昭和初期の間、不動産業者により幾度も転売され、更に庭園内の一部の灯籠や松・杉も売却されたといい、保存が危ぶまれる状況になっていた。独立の茶室が解体されたのは1955年（昭和30年）頃で、手塚辰夫により茶室の売却を防ぐ策として解体され部材を保管したという。
そのような中、1960年（昭和35年）2月日華ゴム（1962年月星ゴムに改称、現・ムーンスター）社長だった倉田泰蔵が九年庵の所有者となる。倉田はその価値を尊重して、奈良国立文化財研究所（当時）の森蘊と植清徳村造園（徳村五三郎）の監修の下で滝や池の修理、石造物の設置といった庭園の改修を行い、併せて邸宅の増改築を行った。この経緯から、同研究所には改修前の図面・写真や改修計画図面が所蔵されている。この頃月星ゴムは好調期で、改修後の九年庵は商談に多用され、料理人を置いてもてなしが行われていた。
なお、資料によって倉田による改修以前の庭園の樹木は松が主体であったことが分かっている。昭和30年代頃には大部分の松が虫害を原因とする枯損のため伐採されて樹相が一変し、現在のようなモミジの名所として知られる景観になったと考えられる。

## 県所有から時期限定一般公開へ
1980年（昭和55年）、神埼町（当時）は佐賀県へ九年庵敷地と隣接する町有地の山林を合わせて、生活環境保全林整備事業を通じた活用・保全の要望を行う。1978年に倉田泰蔵が死去したことで所有者は子に移っており、町の要望と同時期に倉田氏側代理人から売却の申し出もあった。
県は検討の末保安林とすることを選択し1980年12月に指定、1983年（昭和58年）3月までに土地27,562 m2を取得する。また同年建物は佐賀県に寄贈されることとなった。生活環境保全林は当地ではなく仁比山神社北東の山林が対象となった。県は1983年から外部委託による庭園の管理を始め、翌1984年からは日常的な管理を仁比山神社宮司の協力により行っている。
1990年に九年庵の建物と資料の調査が行われると文化財としての価値が確認され、1993年11月に審議会の答申を経て、1995年（平成7年）2月21日に国の名勝に指定された。
一般公開が始まったのは1988年（昭和63年）である。保存状況などを考慮して期間を限定し、建物は立入禁止、苔の保護のため動線を設定し公開エリアを限定する形で行われてきた。当初は秋のみであったが、2010年（平成22年）から春の公開を開始している。
新型コロナウイルスの感染拡大防止のため、2020年（令和2年）春には開始以来初めて一般公開が中止となり、中止は2021年（令和3年）秋までの計4回に亘った。なお2021年秋には、コロナ禍で一般公開できない紅葉の美しさを音楽などとともに届けたいと、県が支援するコロナ禍の文化芸術振興プロジェクト「LiveS Beyond」の一環として、紅葉の九年庵を撮影地とし篠笛奏者の佐藤和哉らが演奏・出演した3つの動画「さがびとたちの休日」が撮影され、後日配信された。

## 概況および保全・活用

### 現況
- 名勝指定範囲: 11,470 m2[2]
  - 庭園部（邸宅含む）: 6,776 m2 - 住所: 神埼市神埼町的（いくわ）字仁比山（にいやま）1696番地[2]
  - 山林部: 4,694 m2 - 住所: 同上 1694番地[2]

西-北西に隣接する山林（1696番地、1831-9番地）を含めて佐賀県所有。
九年庵は、北側と西側に迫る山林が庭園の景観に取り込まれ、東は生垣・石垣及び参道を挟んで仁比山神社と接し、南は眺望が開けており筑紫平野を遠くまで見渡す立地である。敷地半ばの石垣や石段により、吉祥院跡と考えられる北側と地蔵院跡と考えられる南側に区切ることができ、2つの敷地は建物とともに安政5年（1858年）の絵図にも描かれている。
北側に邸宅の主屋、敷地西側に北から南へ水が流れる2段の庭池、南側に平庭が配されている。主屋は明治期の数寄屋造りで3棟の茅葺き屋根が雁行するように接続する。客間棟の屋根は入母屋造り。客間や次の間は、柱に四方正目の栂（つが）材、長押に檜（ひのき）、垂木に桜や辛夷（こぶし）など上質なものを用いる一方、藁苆（わらすさ）を見せる質素な仕上げの内壁が対照的。また佐賀錦を模した網代天井も採用されている。倉田氏所有の時代には、こうした接客部は変更せずに北側の台所などの増築や近代化が行われた。
庭池は茶庭であり、北の池近くの主屋から見て北西には「九年庵」の扁額を掲げた茶室と待合があった。現在は基礎と井戸、蹲踞（つくばい）、客間からつながる飛び石が残っている。なお、先の安政年間の絵図でも同じ場所に池が描かれている。
平庭は、池からの流水を山裾の水の流れに見立て、低い庭石が配置された開放的な庭園で、苔が目立つ。客間は平庭に面した西側・南側を大きく開放しその景色を取り込んでいる。平庭の真ん中には四阿もあったが、跡だけが残る。
庭園の樹木は2022年の時点で約620本を数え、高木ではモミジ、中低木ではツツジ類が大半を占め、他にイヌマキ、サカキ、アオキなどが多い。
表玄関と次の間の間にある仏間は、座敷の造りと茶室の造りを備える。景色を遮らないよう、濡縁脇の片方の壁を斜めにずらす工夫も施されている。
玄関口には茅葺き寄棟屋根、四脚門形式の東門がある。敷地南東には塀中門があってこちらは庭園下手の出入口に利用されている。
九年庵は年に2回「特別公開」と称して期間限定で一般に公開されている。春の公開は毎年5月、秋の公開は毎年11月。来訪者数は秋に集中しており、2015年 - 2019年では春（2015年は5日間、2016年から3日間）が8千人台から5千人台、秋（9日間）が7万人台から5万人台となっている。

### 計画・課題
建物劣化（特に腐朽）への対策や耐震補強が求められるようになったため、佐賀県は保存活用計画を策定し2023年に決定している。計画では他に、モミジのほとんどは幹を覆う蘚苔類が光を遮り生育不良を起こしているため樹勢を回復する措置が求められているのをはじめ、倒木や土砂を除去して入れなくなった当初の園路を回復したり、剪定により眺望を取り戻したりすることが提言されている。
長期的には常時公開し飲食やイベントなどでの積極的利用を可能にする方向で、課題となる水道・電気・防災・防犯各種設備の設置や地域との連携形成を行う方針を掲げた。茶室等の復元や松の移植も検討されている。

## 交通アクセス
- JR長崎本線神埼駅よりタクシーまたは路線バスで約15分[17]。ジョイックス交通の路線バス（三瀬支所行き乗車、仁比山神社前下車）やコミュニティバス「神埼市巡回バス」が運行（2023年時点）。
- 高速バス「わかくす号」「出島号」神埼バスストップ下車、徒歩約15分[17]。
- E34 長崎自動車道 2 東脊振ICより約15分[17]。